# Neoliodes sqamiger
Neoliodes sqamiger är en kvalsterart som beskrevs av Berlese 1916. Neoliodes sqamiger ingår i släktet Neoliodes och familjen Neoliodidae. Inga underarter finns listade i Catalogue of Life.